# Sportos és Egészséges Magyarországért Párt
A Sportos és Egészséges Magyarországért Párt (röviden SEM) 2013-ban létrehozott magyarországi politikai párt. Elnöke Kovács András kommunikációs tréner. A párt alapítói úgy gondolják, hogy a fizikai és szellemi jólét, a stresszmentes életvitel, a mindennapos feltöltődés, a rendszeres sportolás a napi politika felett álló értékek: és ahhoz, hogy ennek feltételeit megteremtsék, nincs szükségük ideológiákra, politikai értelemben vett jobb-vagy baloldali betagozódásra.
A párt a 2014-es országgyűlési választáson 52 egyéni jelöltet és országos listát állított, 11 746 egyéni és 12 563 listás szavazattal nem szerzett mandátumot. A 2018-as országgyűlési választáson 37 egyéni jelölttel országos listát állíthatott. A párt 2015 és 2017 között nem volt aktív. A pártot – más szervezetek közt – több bírálat érte, miszerint a tényleges politikai tevékenységet nem végző kamupártok egyike.

## Célkitűzései
A Sportos és Egészséges Magyarországért Párt azt tűzte ki célul, hogy az egészséget a teljes magyar társadalom alapértékévé tegye és 2018-tól - Parlamentbe jutásuk esetében- mindazon törekvéseket képviselje, amelyek az egyének egészséges, sportos, aktív életfeltételeinek megteremtéséhez, fenntartásához vagy javításához hozzájárulhatnak.
A párt elsősorban az egyéni egészségtudat erősítésével kíván fontos társadalmi változásokat elérni: nézeteik szerint egy egészségesebb magyar populáció nem csupán kiegyensúlyozottabb, jobb életminőségű, vagyis boldogabb polgárokat jelent, hanem egy gazdaságilag is versenyképesebb országot: hangsúlyosan kedvezőbb termelékenységi mutatókat és lényegesen kevesebb kieső munkanapot.

## Választási eredményei
A 2014-es országgyűlési választáson a SEM egyike volt annak a 18 pártnak, amely országos listát tudott állítani, de mandátumot nem sikerült szerezniük. A 2018-as országgyűlési választáson a SEM 18 jelöltet tudott állítani az országos listán.

### Országgyűlési választások
| Választás | Szavazatok száma | Szavazatok aránya | Mandátumok száma | Mandátumok aránya | Parlamenti szerepe |
| --------- | ---------------- | ----------------- | ---------------- | ----------------- | ------------------ |
| 2014-es   | 12 563           | 0,25%             | –                | –                 | Nem jutott be      |
| 2018-as   | 7308             | 0,13%             | –                | –                 | Nem jutott be      |

### Európai parlamentiválasztások
A párt EP-választáson eddig még nem indult.

### Önkormányzati
A párt önkormányzati választáson nem indult.